# Chandragupta al II-lea
Chandragupta II (a domnit între 375 și 415), cunoscut și sub titlul său Vikramaditya, precum și ca Chandragupta Vikramaditya, a fost al treilea conducător al Imperiului Gupta din India. Savanții moderni îl identifică în general cu regele Chandra de pe inscripția aflată pe Pilonul de fier din Delhi.

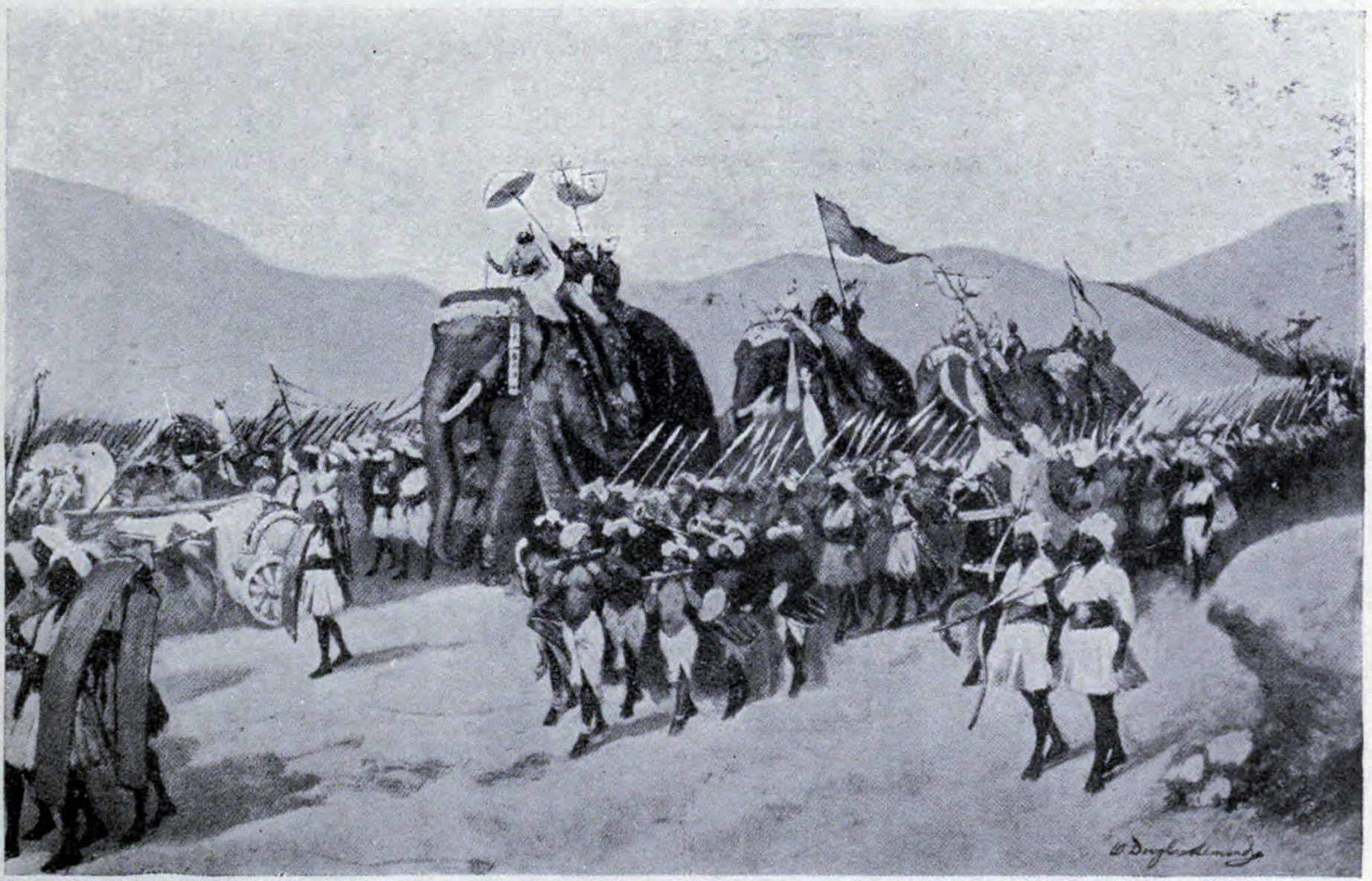
Vikramaditya merge la război, imaginația unui artist modern

Chandragupta al II-lea a continuat politica expansionistă a tatălui său, Samudragupta, prin cuceriri militare și alianțe matrimoniale. Înregistrările istorice atestă victoriile sale remarcabile, care includ înfrângerea sasanizilor, cucerirea Kshatrapilor de Vest și vasalizarea heftaliților. În domnia lui Chandragupta al II-lea, Imperiul Gupta și-a atins apogeul, controlând direct un teritoriu vast care se întindea de la râul Oxus la vest până la regiunea Bengal la est și de la poalele munților Himalaya la nord până la râul Narmada la sud. Chandragupta al II-lea și-a extins influența și a condus indirect asupra regiunii Kuntala din Karnataka printr-o alianță de căsătorie cu Kadambas, iar în timpul regenței de 20 de ani a fiicei sale, Prabhavatigupta, el a integrat efectiv Regatul Vakataka în Imperiul Gupta.
Chandragupta al II-lea a fost un vișnuist devotat, dar a tolerat și alte credințe. Pelerinul chinez Faxian, care a vizitat India în timpul domniei sale, sugerează că a condus un regat pașnic și prosper. Figura legendară a lui Vikramaditya se bazează probabil pe Chandragupta al II-lea (printre alți regi), iar renumitul poet sanscrit Kālidāsa ar fi fost poetul său de curte. Altarele de peșteră de la Udayagiri au fost și ele construite în timpul domniei sale.